# Forum Gemeinnütziger Journalismus
Das Forum Gemeinnütziger Journalismus wurde 2021 von Medienorganisationen mit dem Ziel gegründet, die Abgabenordnung im Gemeinnützigkeitsrecht so zu reformieren, dass Fördergelder und Zuwendungen zur Finanzierung eines Non-Profit-Journalismus rechtssicher eingeworben werden können. Langfristig will das Bündnis einen gemeinwohlorientierten, nicht kommerziellen Journalismus zu einer weiteren Säule im Mediensystem neben dem Öffentlich-rechtlichen Rundfunk und der weitgehend im Bundesverband Digitalpublisher und Zeitungsverleger organisierten, privatwirtschaftlichen Medienwirtschaft entwickeln. Sitz des eingetragenen Vereins ist Berlin.

## Leitlinien für gemeinnützigen Journalismus
Das Forum Gemeinnütziger Journalismus hat Leitlinien für den gemeinnützigen Journalismus in Deutschland veröffentlicht. Auf der Grundlage der Kriterien soll ein Verfahren entwickelt werden, mit dem Medienprojekte ein Siegel für gemeinnützigen Journalismus erwerben können.

## Träger des Bündnisses (Auszug)
- Correctiv
- Netzwerk Recherche
- Netzwerk für Osteuropa-Berichterstattung
- Kontext: Wochenzeitung
- taz Panter Stiftung
- netzpolitik.org
- Katapult
- Finanztip
- gls treuhand
- Rudolf Augstein Stiftung
- Schöpflin Stiftung
- Die Reportageschule